# Kremser Bank
Die Kremser Bank und Sparkassen AG ist eine Regionalbank in Krems an der Donau in der Wachau (Niederösterreich). Mit sechs Geschäftsstellen werden mehr als 30.000 Kunden im Einzugsgebiet und auch darüber hinaus betreut. Die Kremser Bank beschäftigt ca. 110 Mitarbeiter und gehört zu den größten Arbeitgebern im Bezirk Krems.
Eigentümer der Kremser Bank ist die Privatstiftung Sparkasse Krems und so die direkte Nachfolgerin der 1856 gegründeten Vereinssparkasse. Die Bank ist Mitglied im Kooperations- und Haftungsverbund der österreichischen Sparkassen.

## Geschichte
1852 initiierte der Notar und damalige Bürgermeister der Stadt Krems Ferdinand Dinstl die Gründung der Kremser Sparkasse. Am 24. Juli 1854 wurde die Gründung mit Auflagen bewilligt. Über ein Jahr später genehmigte das Innenministerium Statuten und Geschäftsordnung. Nach fast vierjähriger Vorbereitungszeit wurde am 2. Jänner 1856 in den Räumlichkeiten des städtischen Rathauses die „Sparkasse in Krems“ eröffnet; sie ist somit das älteste Kremser Bankinstitut.
In den ersten 25 Jahre der Sparkasse Krems prägte ein deutliches Wachstum das Unternehmen. In diese Zeit fielen die Gründung des Vorschussvereins der Sparkasse, die Betreuung einer Pfandleihanstalt, eine Münzreform, der Preußisch-Österreichische Krieg und der Börsenkrach von 1873. Durch den wachsenden Geschäftsbetrieb war die Sparkasse in dieser Zeit auch gezwungen sich räumlich zu verändern. Von 1869 bis 1938 war die Sparkasse Krems in der Oberen Landstraße beheimatet.
Die nächsten 25 Jahre standen im Zeichen des technischen und wirtschaftlichen Umbruchs. So wurde zu Weihnachten 1881 das Sitzungszimmer der Sparkasse erstmals mit Gaslaternen beleuchtet. Die Förderung kommunaler, kultureller und schulischer Belange stand im Mittelpunkt gemeinnütziger Aktivitäten. Der wirtschaftliche Umbruch bescherte der Sparkasse Krems in dieser Zeit aber auch den ersten Mitbewerb.
Politische Unruhen, eine Weltwirtschaftskrise, ständig steigende Arbeitslosigkeit und geringe Konsumkraft der Bevölkerung prägten die ersten 50 Jahre des 20. Jahrhunderts. 1942 wurden die bis dahin selbstständigen Sparkassen Mautern, Spitz und Weißenkirchen in die Sparkasse Krems eingegliedert. Am 23. Juni 1956 feierte die „Sparkasse in Krems“ ihr hundertjähriges Bestehen.
In den Jahren bis 1981 entstanden unter anderem die Hauptanstalt auf der Ringstraße, die elektronische Datenverarbeitung wurde eingeführt, Liegenschaften und Eigenbesitz wurden saniert sowie fünf neue Zweigstellen ins Leben gerufen. Der erste Geldausgabeautomat in Krems wurde installiert, die Scheckkarte eingeführt und eine Reihe neuer Bankprodukte wurden entwickelt. Mit der Umwandlung der Sparkasse Krems im Jahr 1992 in eine Aktiengesellschaft wurde auch der Name auf „Kremser Bank und Sparkassen Aktiengesellschaft“ geändert, um damit den Anspruch als starke Regionalbank zu unterstreichen. Gleichzeitig soll die neue Rechtsform auf das feste Fundament der traditionellen Sparkasse hinweisen.
Sparkassen, wie zum Beispiel die Kremser Bank, haben heute noch den gleichen Auftrag wie vor 150 Jahren: Das Geld, das sie erwirtschaften, zu einem guten Teil in Einrichtungen zu investieren, die für die Allgemeinheit geschaffen sind. Damit bieten sie mehr als nur Zinsen für die Spareinlage. Dass dieser Gedanke auch in Zukunft umgesetzt werden kann, wurde mit der Eintragung ins Firmenbuch am 7. Oktober 1999 der Eigentümer der Kremser Bank in eine Privatstiftung umgewandelt. Damit ist gewährleistet, dass das Institut langfristig unabhängig und selbständig agieren kann. Bereits im selben Jahr gab es durch die Privatstiftung Sparkasse Krems eine großzügige Spende an das Institut für Präventiv- und angewandte Sportmedizin in Höhe von einer Million Schilling.
Rund 95 % der österreichischen Sparkassen nehmen an einem Haftungsverbund für ihren Sektor teil. Mit dem Haftungsverbund für die Sparkassen wurde 2001 ein Instrument geschaffen, das die Einlagen der Kunden zu 100 % absichert. Nach Schaffung aller rechtlichen und infrastrukturellen Voraussetzungen begann im Mai 2001 der Umbau des Haupthauses der Kremser Bank an der Ringstraße.
Die Kremser Bank und die Sparkasse Herzogenburg-Neulengbach gründen im Jahr 2017- mit einer 50-50-Beteiligung – ein neues Unternehmen mit dem Namen sMS Marktservice für Sparkassen GmbH. Diese soll den beiden Häusern innerbetriebliche Tätigkeiten abnehmen und effizientere Abwicklungsprozesse gewährleisten.

## Ausgewählte gemeinnützige Projekte
Die Kremser Bank sieht in der Weiterführung ihres Gründungsgedankens eine Investition in soziale, ökologische und ökonomische Belange. Ein Engagement, das weit über die eigentliche Geschäftstätigkeit einer Bank hinausgeht. Die Förderung kultureller, sportlicher und schulischer Vorhaben ist ein wichtiger Bestandteil der Unternehmenskultur der Kremser Bank.
- 1863 – Zuschuss von 7000 Gulden für den Bau der Landes-Ober-Realschule in Krems
- 1898 – Ankauf und Schenkung des Musikpavillons im „Neuen Park“. 80.000 Kronen Zuschuss für den Bau der Kremser Tiefquellenwasserleitung
- 1908 – Für die Ausstattung des Krankenhauses Krems werden 50.000 Kronen gespendet. Durch die Spende von 60.000 Kronen kann die Einführung des elektrischen Lichtes in Mautern ermöglicht werden.
- 1920 – Grundschenkung für den Wetterhäuslpark im Werte von 57.500 Kronen
- 1999 – Millionenscheck für die Gesundheitsvorsorge (IPAS Institut für Präventiv- und Sportmedizin im Krankenhaus Krems)
- 2003 – Privatstiftung Sparkasse Krems spendet 50.000 Euro an Vereine und gemeinnützige Institutionen im Zuge der 125-Jahr-Feier der Sparkasse Spitz
- 2009 - 20.000 Euro Hochwasserhilfe für betroffene Familien aus der Wachau

## Förderpreis der Privatstiftung Sparkasse Krems
Im Jahr 2013 wird der Förderpreis der Privatstiftung Sparkasse Krems ins Leben gerufen. Der Förderpreis unterstützt mit insgesamt 100.000 Euro regionale Projekte und Aktivitäten in den Bereichen „Kunst & Kultur“, „Bildung und Wissenschaft“ und „Umwelt & Soziales“. Die maximale Förderhöhe beläuft sich auf 15.000 € pro Projekt. Die Einreichkriterien und Formulare sind online abrufbar.

## Belege
1. 1 2  Abfrage für BLZ 20228. In: SEPA-Zahlungsverkehrs-Verzeichnis der Oesterreichischen Nationalbank (OeNB). (Neuladen des Browsers erforderlich.)
2. ↑  2024
3. ↑  150 Jahre Sparkasse Krems – Kremser Bank und Sparkassen AG
4. ↑  www.kremserbank.at/Privatstiftung

Koordinaten: 48° 24′ 36,5″ N, 15° 36′ 17,4″ O